# Paspalum morichalense
Paspalum morichalense är en gräsart som beskrevs av Davidse, Zuloaga och Tarciso S. Filgueiras. Paspalum morichalense ingår i släktet tvillinghirser, och familjen gräs. Inga underarter finns listade i Catalogue of Life.